# Max Haushofer
Pour les articles homonymes, voir Haushofer.
Max Haushofer (12 septembre 1811 - 24 août 1866) est un peintre bavarois, professeur de peinture à l'Académie des beaux-arts de Prague.

## Biographie
Max Haushofer est né au Château de Nymphembourg à Munich. Il est le fils d'un précepteur à la cour du roi de Bavière, Maximilien I. Le parrain de Haushofer était le roi lui-même. Il commence des études de droit à la demande de son père, mais se tourne rapidement vers la peinture. En 1828 il s'installe sur les rives du Chiemsee où il apprend à observer la nature. L'arrêt des cours de paysage à l'académie de Munich le conduit à suivre les cours de Joseph Anton Sedlmayr (1797–1863), puis de Carl Friedrich Heinzmann (1795–1846). En 1832, il peint les paysages du Königssee, et en 1835, du lac de Starnberg. Dans les années 1836 et 1837, il se rend en Italie pour élargir ses horizons artistiques. 
Ses travaux sont exposés pour la première fois à Munich en 1833, et en 1843 il tient sa première exposition à Prague, où il obtient un poste de professeur qu'il occupe de 1845 à 1866.

## Galerie

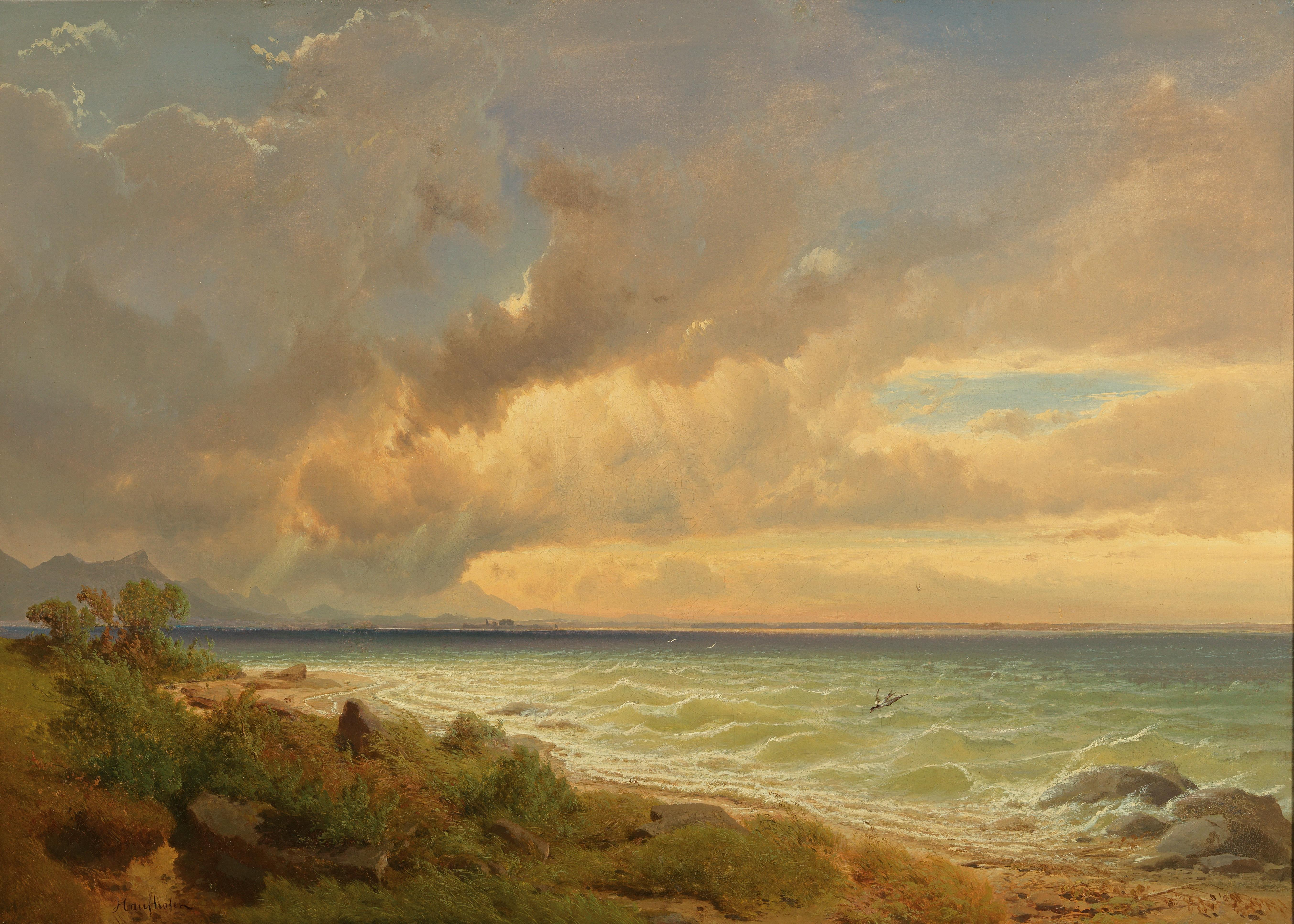
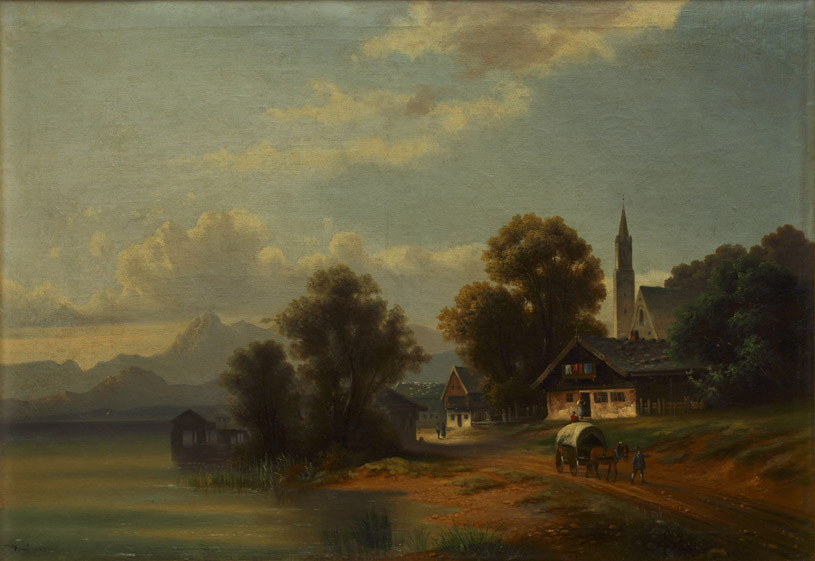
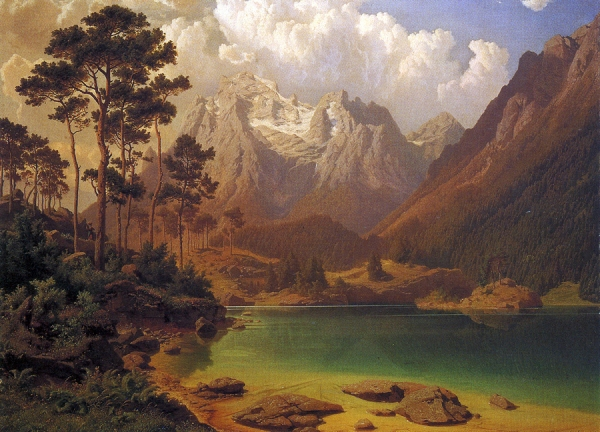
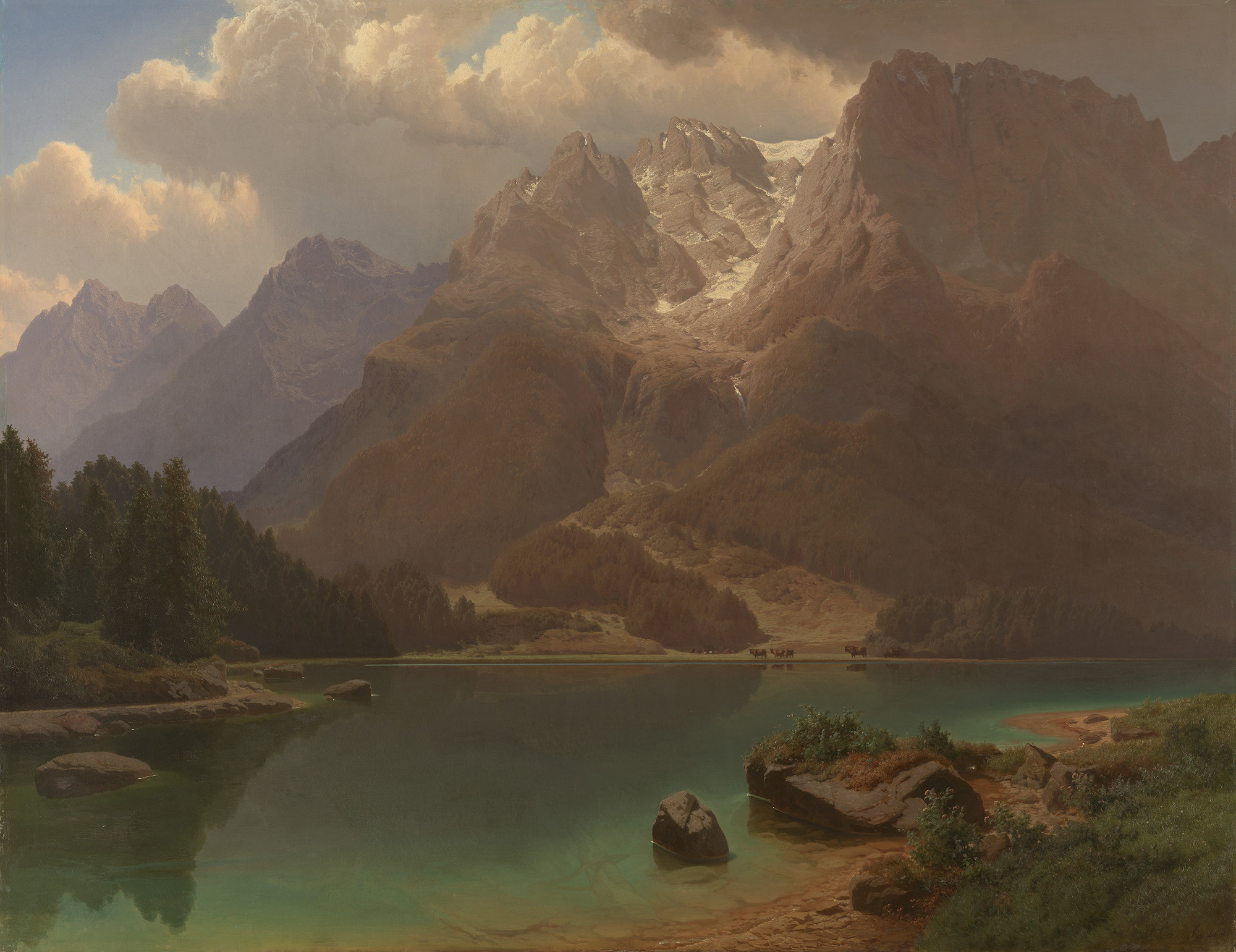